# Pancheria dognyensis
Pancheria dognyensis är en tvåhjärtbladig växtart som beskrevs av H.C.Hopkins, Pillon & J.Bradford. Pancheria dognyensis ingår i släktet Pancheria och familjen Cunoniaceae. Inga underarter finns listade i Catalogue of Life.